# Discografia de Elis Regina
Este anexo lista a discografia da cantora brasileira Elis Regina.

## Álbuns

### Álbuns de estúdio
| Ano  | Álbum                                 | Certificações / Vendas |
| ---- | ------------------------------------- | ---------------------- |
| 1961 | Viva a Brotolândia                    |                        |
| 1962 | Poema de Amor                         |                        |
| 1963 | Ellis Regina                          |                        |
| 1963 | O Bem do Amor                         |                        |
| 1965 | Samba - Eu Canto Assim                |                        |
| 1966 | Elis                                  |                        |
| 1969 | Elis - Como e Porque                  |                        |
| 1970 | Em Pleno Verão                        |                        |
| 1971 | Ela                                   |                        |
| 1972 | Elis                                  | - : 100,000            |
| 1973 | Elis                                  |                        |
| 1974 | Elis & Tom (com Antônio Carlos Jobim) | - : 46,000 (CD+DVD)    |
| 1974 | Elis                                  |                        |
| 1976 | Falso Brilhante                       | - : 182,000            |
| 1977 | Elis                                  |                        |
| 1979 | Essa Mulher                           |                        |
| 1980 | Saudade do Brasil                     |                        |
| 1980 | Elis                                  | - : 69,000             |

### Ao Vivo

#### Em Vida
| Ano  | Álbum                                   | Certificações / Vendas |
| ---- | --------------------------------------- | ---------------------- |
| 1965 | Dois na Bossa (com Jair Rodrigues)      | - : 1,000,000          |
| 1965 | O Fino do Fino (com Zimbo Trio)         |                        |
| 1966 | Dois na Bossa nº 2 (com Jair Rodrigues) |                        |
| 1967 | Dois na Bossa nº 3 (com Jair Rodrigues) |                        |
| 1970 | Elis no Teatro da Praia                 |                        |
| 1978 | Transversal do Tempo                    |                        |

#### Póstumos
| Ano  | Álbum                  | Certificações / Vendas |
| ---- | ---------------------- | ---------------------- |
| 1982 | Montreux Jazz Festival |                        |
| 1982 | Trem Azul              |                        |
| 1984 | Luz das Estrelas       | - : 200,000            |
| 1995 | Elis ao Vivo           | - : 100,000            |
| 1998 | Elis Vive              |                        |
| 2012 | Um Dia                 |                        |

## Compactos

### Simples
- 1961 - Dá Sorte / Sonhando
- 1961 - Dor de Cotovelo / Samba Feito pra Mim
- 1962 - Poporó Popó / Nos teus Lábios
- 1962 - A Virgem de Macarena / 1, 2, 3 Balançou
- 1965 - Menino das Laranjas / Sou sem Paz
- 1965 - Arrastão / Aleluia
- 1965 - Zambi / Esse Mundo É Meu / Resolução
- 1966 - Canto de Ossanha / Rosa Morena
- 1966 - Ensaio Geral / Jogo de Roda
- 1966 - Upa, Neguinho / Tristeza que se Foi
- 1966 - Saveiros / Canto Triste
- 1967 - Travessia / Manifesto
- 1968 - Yê-melê / Upa, Neguinho
- 1968 - Samba da Benção / Canção do Sal
- 1968 - Lapinha / Cruz de Cinza, Cruz de Sal
- 1969 - Casa Forte / Memórias de Marta Saré
- 1969 - Tabelinha Elis x Pelé (Perdão Não Tem / Vexamão) Elis cantando duas músicas de Pelé
- 1972 - Águas de Março / Entrudo
- 1972 - Águas de Março / Cais
- 1979 - O Bêbado e a Equilibrista / As Aparências Enganam
- 1980 - Moda de Sangue / O Primeiro Jornal
- 1980 - Alô, Alô Marciano / No Céu da Vibração
- 1980 - Se Eu Quiser Falar com Deus / O Trem Azul

### Duplos
- 1966 - Menino das Laranjas / Último Canto / Preciso Aprender a Ser Só / João Valentão
- 1966 - Pout-Porri de Samba / Sem Deus, com a Família / Ué
- 1966 - Saveiros / Jogo de Roda / Ensaio Geral / Canto Triste
- 1968 - Deixa / A Noite do meu Bem / Noite dos Mascarados / Tristeza
- 1969 - Andança / Samba da Pergunta / O Sonho / Giro
- 1970 - Madalena / Fechado pra Balanço / Falei e Disse / Vou Deitar e Rolar
- 1971 - Nada Será como Antes / A Fia de Chico Brito / Osanah / Casa no Campo
- 1972 - Águas de Março / Atrás da Porta / Bala com Bala / Vida de Bailarina
- 1975 - Dois pra lá, Dois pra Cá / O Mestre-sala dos Mares / Amor até o Fim / Na Batucada da Vida
- 1976 - Como Nossos Pais / Um Por Todos / Fascinação / Velha Roupa Colorida

## Outros lançamentos, contendo registros inéditos em LP's
- 1968 - Elis Especial
- 1969 - Elis Regina & Toots Thielemans (com Toots Thielemans) — gravado na Suécia e lançado originariamente na Europa. Lançado no Brasil apenas em 1978. Também lançado com o título Aquarela do Brasil.
- 1969 - Elis Regina in London — gravado e lançado originariamente na Europa. Lançado no Brasil apenas em 1982.
- 1975 - Música Popular do Sul 1 - pela gravadora Discos Marcus Pereira com compositores e intérpretes gaúchos. Elis canta 4 canções: Boi Barroso, Alto da Bronze, Porto dos Casais e Os Homens de Preto.
- 1975 - O Grito - Som Livre. Trilha sonora da telenovela O Grito, que inclui Um Por Todos com letra e instrumental diferentes das apresentadas no álbum Falso Brilhante.
- 1979 - Elis Especial — disco lançado à revelia de Elis, reunindo faixas que não entraram em seus LPs anteriores.
- 1981 - Brilhante - Som Livre. Trilha sonora da telenovela Brilhante contendo a última gravação em estúdio de Elis, a música Me Deixas Louca.
- 2002 - 20 Anos de Saudade - Universal. Coletânea de gravações de diversos compactos e participações em outros discos coletivos das décadas de 60 e 70.
- 2006 - Pérolas Raras - Universal. Coletânea de gravações de diversos compactos e participações em outros discos coletivos das décadas de 60 a 80.

## Participações
- 1980 - Raul Ellwanger - Bandeirantes Discos/WEA. Participação especial na faixa O Pequeno Exilado.
- 1980 - A Arca de Noé - Ariola/Universal. Projeto especial em que vários artistas gravaram canções de Vinicius de Moraes feitas para o universo infantil. Elis gravou a faixa A Corujinha (Vinicius de Moraes / Toquinho).

## Caixas
- 1994 - Elis Regina no Fino da Bossa - gravadora Velas. Caixa comemorativa com três CDs de gravações ao vivo daquele programa de televisão, entre os anos de 1965 e 1967.

## Canções em telenovelas e minisséries
- Irene - tema de Véu de Noiva (telenovela), de 1970
- Madalena - tema de A Próxima Atração (telenovela), de 1970
- Verão Vermelho - tema de Verão Vermelho (telenovela), de 1970
- Casa Forte / Andança - temas de A Revolta dos Anjos (Tupi) (telenovela), de 1972
- Vida de Bailarina - tema de Tempo de Viver (Tupi) (telenovela), de 1972
- Um por Todos - tema de O Grito (telenovela), de 1975, em versão alternativa
- Fascinação - tema de O Casarão (telenovela), de 1976
- Altos e Baixos - tema de Água Viva (telenovela), de 1980
- Moda de Sangue - tema de Coração Alado (telenovela), de 1980
- Me Deixas Louca - tema de Brilhante (telenovela), de 1981
- Folhas Secas - tema de O Homem Proibido (telenovela), de 1982
- Folhas Secas - tema de Louco Amor (telenovela), de 1983
- As Aparências Enganam - tema de Eu Prometo (telenovela), de 1983
- Tiro ao Álvaro - tema de Sassaricando (telenovela), de 1987
- Aquarela do Brasil - tema de Kananga do Japão (Manchete) (telenovela), de 1989
- Velho Arvoredo - tema de Felicidade (telenovela), de 1991
- Atrás da Porta - tema de De Corpo e Alma (telenovela), de 1992
- Pra Dizer Adeus - tema de Éramos Seis (SBT) (telenovela), de 1994
- Alô, Alô Marciano - tema de História de Amor (telenovela), de 1995
- Redescobrir - tema de Razão de Viver (SBT) (telenovela), de 1996
- Carinhoso - tema de Fascinação (SBT) (telenovela), de 1998
- Moda de Sangue - tema de Torre de Babel (telenovela), de 1998
- Só Tinha de Ser com Você - tema de Um Anjo Caiu do Céu (telenovela), de 2001
- Como Nossos Pais - tema de Estrela Guia (telenovela), de 2001
- O Que Foi Feito Deverá - tema de Esperança (telenovela), de 2002
- Atrás da Porta - tema de O Quinto dos Infernos (minissérie), de 2002
- Atrás da Porta - tema de Canavial de Paixões (SBT) (telenovela), de 2003
- Qualquer Dia - tema de Olhos d'Água (Bandeirantes) (telenovela), de 2004
- As Aparências Enganam - tema de Belíssima (telenovela), de 2005
- Alô, Alô, Marciano - tema de abertura de Cobras & Lagartos (telenovela), de 2006
- Fascinação - tema de O Profeta (telenovela), de 2006
- Corsário - tema de Pé na Jaca (telenovela), de 2006
- É Com Esse Que Eu Vou - tema de Paraíso Tropical (telenovela), de 2007
- Boa Noite, Amor - tema de Eterna Magia (telenovela), de 2007
- O Bêbado e o Equilibrista / O Que Foi Feito Deverá / Aos Nossos Filhos / Alô, Alô, Marciano / As Aparências Enganam / Redescobrir / Sabiá / Tatuagem / Mundo Novo, Vida Nova / Conversando no Bar / Gracias a La Vida - temas de diversos personagens de Queridos Amigos (minissérie), em 2008.
- Redescobrir - tema de abertura de Ciranda de Pedra (telenovela), em 2008.
- Dois Para Lá, Dois Para Cá - tema de Caminho das Índias (telenovela), em 2009.
- Tiro ao Álvaro - tema de Uma Rosa com Amor (SBT) (telenovela), de 2009
- 20 Anos Blue - tema de Insensato Coração (telenovela), de 2011
- Preciso Aprender a Ser Só - tema de Amor e Revolução (SBT) telenovela, de 2011
- Aprendendo a Jogar - tema de Vidas em Jogo (Record) (telenovela), de 2011
- Comigo é Assim - tema de Guerra dos Sexos (telenovela), de 2012
- Dois pra lá, dois pra cá - tema de  Pecado Mortal (Record) (telenovela), de 2013
- Aprendendo a Jogar - tema de Joia Rara (telenovela), de 2013
- Atrás da Porta - tema de O Rebu (telenovela), de 2014
- O que tinha de Ser - tema de Alto Astral (telenovela), de 2014
- Dois pra cá, dois pra lá - tema de Êta Mundo Bom! (telenovela), de 2016
- Deus lhe pague - tema de Os Dias Eram Assim (supersérie), de 2017
- O bêbado e a equilibrista - tema de Os Dias Eram Assim (supersérie), de 2017
- 20 anos blue - tema de Os Dias Eram Assim (supersérie), de 2017
- Velha Roupa Colorida - tema de Carinha de Anjo (SBT) (telenovela), de 2017
- Altos e Baixos - tema de A Força do Querer (telenovela), de 2017
- Morro Velho - tema de O Outro Lado do Paraíso (telenovela), de 2017
- O Caçador de Esmeraldas - tema de O Outro Lado do Paraíso (telenovela), de 2017
- Sabiá - tema de Nos Tempos do Imperador (telenovela), de 2021

Obs.: As telenovelas e minisséries relacionadas nesta lista foram transmitidas pela Rede Globo de Televisão, exceto quando indicado o contrário.